# Helmut Brunner
Helmut Brunner Noerr (Traiguén, 15 de mayo de 1915 - Santiago, 16 de diciembre de 2010) fue un abogado, académico y consultor chileno.
Fue hijo de José Brunner y de Albertina Noerr, fue casado con Katina Ried Madge, con quien tuvo tres hijos: Bonnie, José Joaquín (ministro de Estado del presidente Eduardo Frei Ruiz-Tagle) y Cristián.
Sus estudios de leyes los cursó en la Universidad de Concepción, pero su titulación como abogado tuvo lugar en la Universidad de Chile en 1939. Su memoria de prueba -Aspectos del Sistema Internacional Americano- lo puso en contacto por primera vez con la que sería finalmente su especialidad: las relaciones internacionales.
Por décadas asesoró a distintas administraciones chilenas en temas regionales. Amigo del jurista Julio Philippi Izquierdo (a cuyo estudio de abogados se incorporó en 1980), tuvo junto a él un rol protagónico en el equipo que asesoró al Gobierno chileno en el conflicto del Beagle con Argentina, integrando luego la comisión negociadora ante la mediación papal.
Fue además profesor de derecho internacional público y privado en la Universidad Católica de Chile y Miembro de Número de la Academia Chilena de Ciencias Sociales, Políticas y Morales del Instituto de Chile, a la cual se incorporó en 1993. Perteneció, además, al Instituto Chileno de Estudios Internacionales, la Sociedad Chilena de Derecho Internacional y la American Society of International Law.
Asimismo, integró el Cuadro Permanente de Conciliadores (Pacto de Bogotá) y fue representante de Chile en la Comisión Internacional de Solución de Controversias entre Chile y Estados Unidos (1960-1970). Se desempeñó también como abogado integrante del Tribunal Constitucional y durante más de medio siglo fue consejero jurídico de la embajada suiza en Santiago, la patria de sus ancestros.